# Onze-Lieve-Vrouwekapel (Helen-Bos)

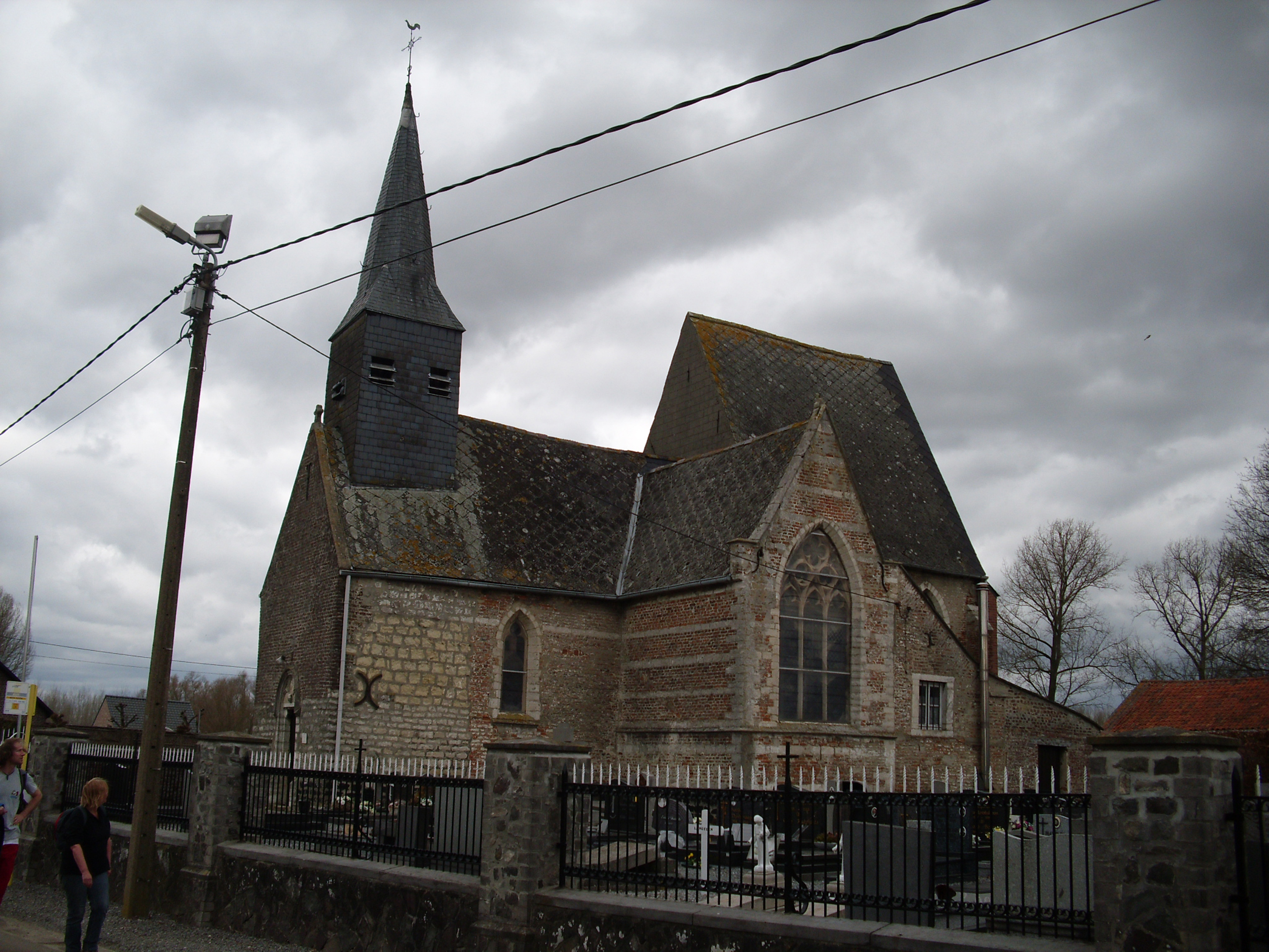
Onze-Lieve-Vrouwekapel

De Onze-Lieve-Vrouwekapel is een kapel, feitelijk een kerkje, in de tot de Vlaams-Brabantse gemeente Zoutleeuw behorende plaats Bos, die onderdeel is van de deelgemeente Helen-Bos.
Het betreft een laatgotisch bouwwerk dat bestaat uit een eenbeukig schip met hoger koor en een transept. De voorgevel is van 1559 en ook de overige delen van het gebouw zijn 16e-eeuws. Ook in de 18e eeuw werden er werken uitgevoerd. In deze eeuw werd ook de sacristie gebouwd die zich achter het kerkje bevindt.
In de noordelijke transeptarm is nog een deel van een 17e-eeuwse biechtstoel te vinden.
De voorgevel van de kerk is in tufsteen opgetrokken terwijl het koor in baksteen werd vormgegeven, met zandstenen speklagen.